# رحلة باتجاه 270 درجة (كتاب)
رحلة باتجاه 270 درجة (بالفارسية: سفر به گرای 270 درجة) هي رواية حائزة على العديد من الجوائز من تأليف أحمد دهكان. صدرت الرواية خلال الحرب بين إيران والعراق وتركز على تجارب طالب في مدرسة ثانوية اسمه ناصر يشارك في العديد من العمليات. تم نشر أكثر من 15000 نسخة في إيران.
في عام 1996، تلقى الكتاب جائزة أفضل رواية في فئة الحرب. وفي عام 2006، تُرجم الكتاب من الفارسية إلى الإنجليزية من قِبل بول سبراخمان الأستاذ بجامعة روتجرز ونشرته دار مازدا للنشر. الرواية مُتاحة في مكتبة الكونغرس. يستخدم الكتاب كمادة للقراءة في دورة «مقدمة في أدب الشرق الأوسط الحديث» المُقامة في جامعة روتجرز.

## النشر
نشرت الطبعة الأولى شركة ساري للنشر في عام 1996. وأُعيد طبعه بعد ذلك. وفي عام 2005، نشرت شركة سوري مهر للنشر الطبعة الثانية. كما قامت شركة مازدا للنشر في عام 2006 بطباعة الكتاب في الولايات المتحدة.

## نبذة عن الكتاب
الكتاب عبارة رواية عن الحرب بين إيران والعراق. يحكي الكتاب قصة ناصر، وهو من قدامى المحاربين في عدة معارك بينما كان لا يزال طالبًا في المدرسة الثانوية. وبسبب عدم قدرته على مقاومة عدم الانضمام إلى الجيش، فإنه يعود إلى جبهة الحرب ليجد نفسه في خضم واحدة من أكثر المواجهات الحاسمة في الحرب حيث هاجم العراقيون بدباباتهم المواقع الإيرانية المحصنة بينما قامت الوحدة المُجند بها ناصر بصدها سيرًا على الأقدام. يفقد ناصر خلال المعركة العديد من الرفاق ولكنه يكتسب فهمًا لعقم الصراع.
ولد أحمد دهكان في مقاطعة كاراج في عام 1966. كان أحمد جنديًا في الحرب العراقية الإيرانية. وتخرج بشهادة في الهندسة الكهربائية في عام 2007، ثم درس علوم دراسات التواصل، وحصل على درجة البكالوريوس. وحصل على درجة الماجستير في الأنثروبولوجيا والتي كانت مجال دراسته المفضل.
عمل أحمد دهكان كخبير أدبي في مكتب الأدب وفن المقاومة في مركز الإبداع الأدبي في هوزة هوناري. وكتب عدة مجموعات من القصص والروايات بما في ذلك مجموعة ما لم يُحكى: عن الحرب بين إيران والعراق، وهي مجموعة روائية تتكون من بضعة كتب روائية هي من تحرير خرمشهر، ونجوم شلامشه، والأيام الأخيرة، والبعثة مكتملة، وأنا قاتل ابنك، غزو طاشتبان. نشرت شركة سوري مهر للنشر العديد من كتب أحمد دهكان وترجمت إلى لغات أخرى مختلفة.

## الجوائز
بعد الإصدار الأول لكتاب رحلة باتجاه 270 درجة، حصل دهكان على جوائز من بينها جائزة قصة الأدب لمدة 20 عامًا، وجائزة مقاومة الأدب لمدة 20 عامًا، والمركز الأول في جائزة كتاب الدفاع المقدس الرابع لهذا العام في إيران.